# Thyrsostachys
Thyrsostachys é um género botânico pertencente à família Poaceae. Este género apenas possui duas espécies, originárias da Ásia, mais precisamente da China, Tailândia e Myanmar.
- Thyrsostachys oliveri
- Thyrsostachys siamensis

São espécies de bambus arborescentes. Thyrsostachys siamensis é cultivada, na China, para fins decorativos.